# Telemanita
Telemanita (televisión hermana) es una asociación civil sin fines de lucro y autónoma, establecida en Tepoztlán, Morelos, que desde principios de la década de los 90 trabaja con el medio audiovisual para producir, gestionar y articular proyectos fílmicos que entrelazan la promoción y defensa de los derechos humanos, de la salud sexual y reproductiva, educación popular, movimiento feminista y lésbico latinoamericano y del Caribe, desarrollo sustentable así como la visibilización de la vida de mujeres indígenas, campesinas, artesanas, parteras y curanderas. Su trabajo ha sido expuesto a nivel nacional e internacional obteniendo múltiples becas de financiamiento. Han organizado muestras y festivales fílmicos nacionales y han formado parte de los comités organizadores de las marchas lésbicas en la Ciudad de México.

## Trayectoria
La organización inició en 1991. Fundada por Alejandra Novoa (México), Julia Barco (Colombia), Catherine Russo (Estados Unidos) y Patricia Pedrosa (México). En el 2005 se incorporó Shaynna Pidori (Brasil). Han desarrollado una filmografía independiente documentando movimientos de mujeres y de resistencia en México, Estados Unidos, Brasil y Colombia, entre otros. Trabajan bajo “tres ejes principales de acción que son la capacitación, producción y distribución, dichos ejes dan estructura, forma y contenido a todo el trabajo que realizan.” Su “misión es promover el uso del video como una herramienta educativa, organizativa de denuncia y expresión, con el objetivo de fortalecer a los grupos de mujeres organizadas.” Les interesa visibilizar la producción fílmica de mujeres promoviendo el uso y la apropiación del video como herramienta educativa, organizativa, expresiva y de capacitación.
Telemanita ha recibido financiamientos externos para producir sus videos como el Fondo Semillas, El Global Fund for Women y la Comisión Nacional para el Desarrollo de los Pueblos Indígenas (CDI), entre otros, con quienes desarrollaron proyectos con las Casa de la Mujer Indígena (CAMI) en Zongolica, Veracruz, Sihó, Yucatán, Cuetzálan e Ixtepec, Puebla y en San Quintín, Baja California.
En este último, San Quintín, Baja California, junto con las mujeres de la Casa de la Mujer Indígena, llevaron a cabo talleres en 2018 para realizar 15 cápsulas educativas de un minuto para compartir en las redes sociales sobre VIH Sida “con el objetivo de informar y compartir sobre cómo prevenir el virus de VIH […] y explicar la importancia de realizarse las pruebas de VIH, además de trabajar en equipo por el bien de todas.”
En 2013, en Zongolica, Veracruz, trabajaron con cerca de 40 mujeres indígenas para enfocarse en mecanismos para detectar, prevenir y atender la violencia de género. “La directora de Telemanita, Alejandra Novoa, dice en entrevista que los videos les permitieron a las mujeres de Zongolica documentar su trabajo a favor de los derechos de las indígenas, plasmar su vida diaria, desnaturalizar la violencia y además tener acceso a nuevas herramientas de comunicación.”
Su forma de trabajo participativa se centra en ofrecer talleres de producción básicos para que las participantes elaboren sus guiones, aprendan a plasmar sus ideas en imágenes, producir sus videos y promoverlos a través de diferentes medios. Esto bajo el supuesto de que “la imagen tiene la fuerza de llegar a más auditorio y de que tiene un gran impacto en lugares donde existe un elevado índice de analfabetismo, la realizadora [Alejandra Novoa] afirma que este recurso también es parte del derecho a la información y a la comunicación de las personas.” 
También fungieron como gestoras y organizadoras de cuatro muestras de videos hechos por mujeres mostrando material desarrollado por directoras de Guatemala, El Salvador, Nicaragua y Costa Rica con el fin de “exhibir las producciones, abrir fronteras y ampliar la visión de las videastas al conocer mutuamente su trabajo.”
Como parte de la red Enlace Lésbico, fueron parte del comité organizador de las marchas lésbicas en México para “denunciar la falta de atención que reciben por parte de las autoridades federales y locales.”
Forman parte del proyecto artístico de Archiva: Obras maestras del arte feminista en México de la artista plástica feminista Mónica Mayer por su producción ¿los feminismos? en el que documentan y contrastan el Encuentro Latinoamericano y del Caribe de Acción y Prácticas Feministas con el XII Encuentro Feminista del América Latina y el Caribe  llevados a cabo en Bogotá, Colombia en 2012.

## Filmografía
- 2018 - Whatsapeando para prevenir el VIH SIDA en población indígena migrante del Valle de San Quintín.
- 2016 - Docu-promocionando prácticas, acciones y estrategias para difundir los Derechos de las mujeres indígenas.
- 2016 - Promotoras de Kalli, realizado con mujeres indígenas nahuas integrantes del Centro Kalli Luz Marina A.C.
- 2016 - Los Derechos como base, ejercerlos nuestro reto. Documental promocionando prácticas, acciones y estrategias para difundir los Derechos de las mujeres indígenas.
- 2015 - Documentando a las CAMI, sus retos y estrategias para prevenir el embarazo temprano.
  - CAMI Chalchihuitán, Chiapas
  - CAMI Pátszcuaro, Michoacán
  - Relatos del embarazo adolescente
- 2014 - Activistas lesbianas en el noveno encuentro nacional feminista.
- 2014 - Manos Sanadoras. Documentando el quehacer de las CAMI en torno a la defensa de la salud sexual y los derechos reproductivos de las mujeres indígenas.
  - CAMI San Mateo del Mar
  - CAMI San Quintín
- 2014 - Capacitando, docu-promocionando y utilizando las redes sociales en pro de la comercialización de proyectos productivos de mujeres indígenas.
  - Casa de Madera
  - Tixinda
  - Mopampa
  - Orquídeas de Sian Ka án
- 2013 - Promoviendo y visibilizando el aporte de las CAMI en contra de la violencia de género.
  - CAMI Ixtepec
  - CAMI Siho
  - CAMI Cuetzalan
- 2012 - Desnaturalizando la violencia de género.
  - Prevención
  - Detección
  - Atención
  - CAMI Zongolica
- 2011 - Hilando estrategias, tiñendo sueños.
- 2011 - ¿Los feminismos?
- 2010 - Proyecto casas Amilli
- 2010 - Taller de sensibilización y construcción de Estufas Patsari
- 2009 - Capacitación, promoción y visibilidad para la equidad
  - Las Mariposas
  - Tejedoras de Palma
- 2007 y 2008 - Medios para la equidad, capacitación para el cambio
  - Chiunime (personas que hacen de todo)
  - Kakiwin tutunaku (Monte de tres corazones)
  - Tamachij-chiualt (Hecho a mano)
  - Sihua Tlazocame Tlaiquitinime (Mujeres bordadoras y tejedoras)
  - Zayatlcoponi (Palma que florece)
  - Hotel Taselotzin
  - Xochimiahuetl
  - Mujeres que trabajan con fibras naturales
  - Galería Xochi Mait
  - Xasasti Yolistli
- 1996 - VII Encuentro Feminista Latinoamericano y del Caribe.
- 1993 - Documental VI Encuentro Feminista Latinoamericano y del Caribe.[20][21][22]

## Obras seleccionadas en festivales
Varios largometrajes de Telemanita, dirección por Shaynna Pidori y fotografía por Alejandra Novoa, fueron seleccionados en festivales internacionalesː
- Casa de la Mujer Indígena San Mateo del Mar – 6.ª edición del Festival Cine Kurumin, Brasil, 2017.[23]
- CAMI Matías Romero – IV concurso internacional de cortometrajes realizados por mujeres, España, 2019.[24]